# Кед Бейн
Кед Бейн (анг. Cad Bane) — вигаданий персонаж, мисливець за головами та один з другорядних лиходіїв у всесвіті Зоряних війн. Створений Джорджем Лукасом, Дейвом Філоні та Генрі Гілроєм та вперше з'явився у анімаційному серіалі Зоряні війни: Війни клонів. Пізніше з'являвся у наступних проектах франшизи: Зоряні війни: Бракована партія та Книга Боби Фетта.
Кед Бейн жорстокий та безпощадний найманець та мисливець за головами родом з планети Дуро, відомий завдяким своєму великою капелюху та червоним очам. Завдяки своїй техніці стрільби, хитрий розум і недобросовісне бажання отримувати будь-яке завдання за вигідну ціну, він завів репутацію як одного з найкращих мисливців за головами у Галактиці. Зазвичай отримував від антагоністів франшизи, через що неодноразово пересікався з джедаями під час війни клонів. Продовжував свою діяльність мисливця за головами, як в чами Галактичної імперії, так і чами Нової республіки, через зіштовхався з іншими мисливцями за головами, такими як Феннек Шанд та колишнім учнем Бобою Феттом.
З самої першої появи, Кед Бейн отримав визнання від прихильників всесвіту Зоряних Війн та став одним з найпопулярніших мисливців за головами у франшизі разом з Бобою та Джанго Феттом.